# Fréjairolles
Fréjairolles est une commune française, située dans le département du Tarn, en région Occitanie. Sur le plan historique et culturel, la commune est dans l'Albigeois, une région naturelle agricole correspondant aux environs de la ville d’Albi.
Exposée à un climat océanique altéré, elle est drainée par l'Assou, le Ruisseau de Caussels, le Ruisseau de Jauzou, le ruisseau de Tabournie et par divers autres petits cours d'eau.
Fréjairolles est une commune rurale qui compte 1 313 habitants en 2022, après avoir connu une forte hausse de la population depuis 1962. Elle fait partie de l'aire d'attraction d'Albi. Ses habitants sont appelés les Fréjairollais ou  Fréjairollaises.

## Géographie

### Localisation
Commune située dans l'aire urbaine d'Albi, au sud-est d'Albi.

### Communes limitrophes
Les communes limitrophes sont  Albi, Bellegarde-Marsal, Cambon, Dénat, Fauch, Mouzieys-Teulet et Puygouzon.
| Albi      | Cambon       | Bellegarde-Marsal |
| Puygouzon | Fréjairolles | Mouzieys-Teulet   |
|           | Dénat        | Fauch             |

### Voies de communication et transports
La desserte de la commune est assurée par le service de transport à la demande du réseau urbain Albibus.

### Hydrographie
La commune est dans le bassin de la Garonne, au sein du bassin hydrographique Adour-Garonne. Elle est drainée par l'Assou, le ruisseau de Caussels, le ruisseau de Jauzou, Rec d'Engalieyre, le ruisseau de Falcou, le ruisseau de Fonvialane, le ruisseau de Planquetorte et par divers petits cours d'eau, qui constituent un réseau hydrographique de 26 km de longueur totale,.
L'Assou, d'une longueur totale de 36,7 km, prend sa source dans la commune du Fraysse et s'écoule du nord-est au sud-ouest. Il traverse la commune et se jette dans le Dadou à Laboutarie, après avoir traversé 12 communes.
Le ruisseau de Caussels, d'une longueur totale de 17,9 km, prend sa source dans la commune de Villefranche-d'Albigeois et s'écoule d'est en ouest. Il traverse la commune et se jette dans le Tarn à Albi, après avoir traversé 6 communes.
Le ruisseau de Jauzou, d'une longueur totale de 10,7 km, prend sa source dans la commune et s'écoule du sud-est vers le nord-ouest. Il traverse la commune et se jette dans le ruisseau de Caussels à Albi, après avoir traversé 3 communes.

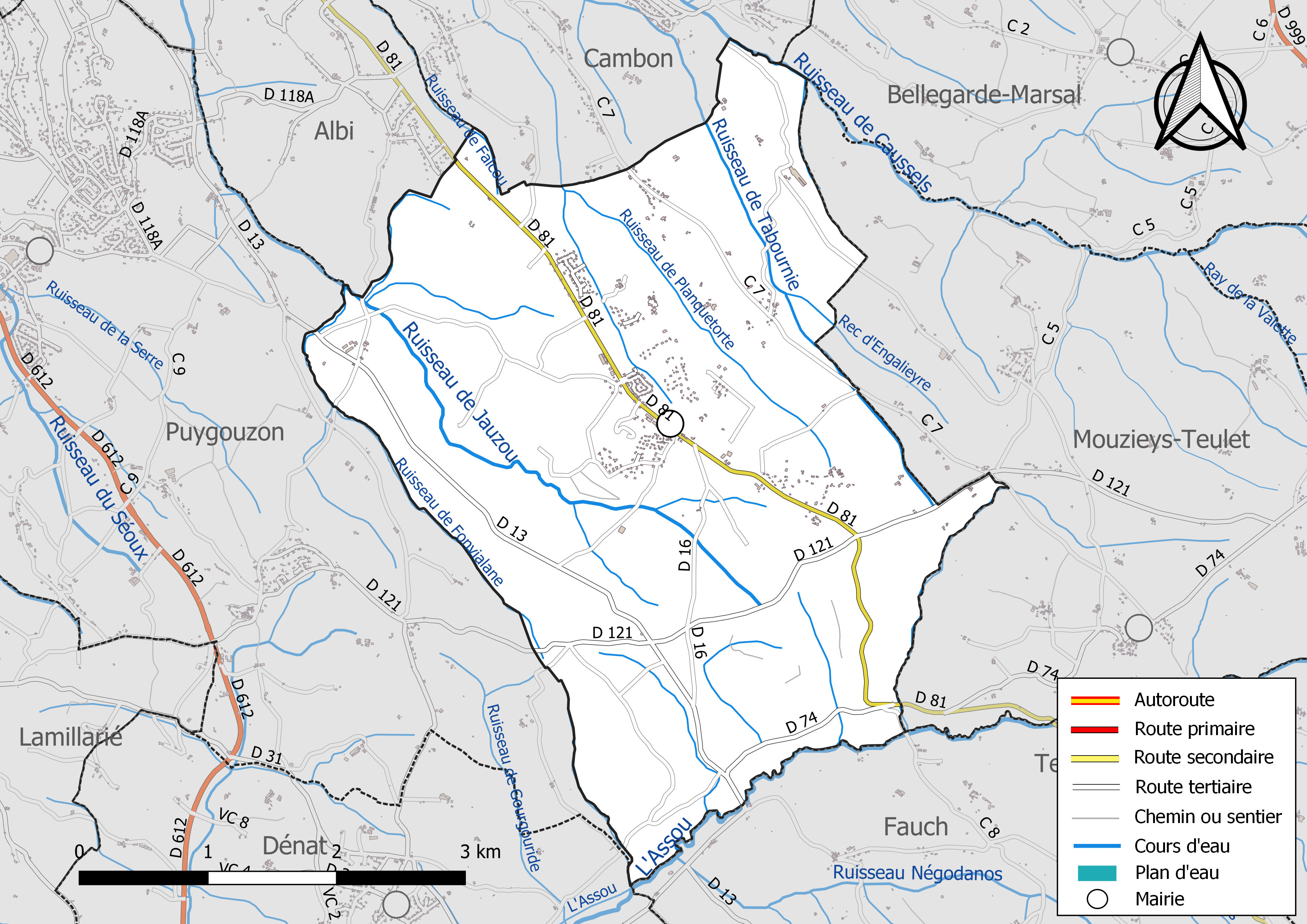
Réseaux hydrographique et routier de Fréjairolles.

### Climat
Pour des articles plus généraux, voir Climat de l'Occitanie et Climat du Tarn.
En 2010, le climat de la commune est de type climat océanique altéré, selon une étude du Centre national de la recherche scientifique s'appuyant sur une série de données couvrant la période 1971-2000. En 2020, Météo-France publie une typologie des climats de la France métropolitaine dans laquelle la commune est toujours exposée à un climat océanique altéré et est dans la région climatique Aquitaine, Gascogne, caractérisée par une pluviométrie abondante au printemps, modérée en automne, un faible ensoleillement au printemps, un été chaud (19,5 °C), des vents faibles, des brouillards fréquents en automne et en hiver et des orages fréquents en été (15 à 20 jours).
Pour la période 1971-2000, la température annuelle moyenne est de 12,3 °C, avec une amplitude thermique annuelle de 15,9 °C. Le cumul annuel moyen de précipitations est de 925 mm, avec 10,5 jours de précipitations en janvier et 6,2 jours en juillet. Pour la période 1991-2020, la température moyenne annuelle observée sur la station météorologique de Météo-France la plus proche, « Albi », sur la commune du Sequestre à 11 km à vol d'oiseau, est de 13,8 °C et le cumul annuel moyen de précipitations est de 733,9 mm. 
La température maximale relevée sur cette station est de 42,3 °C, atteinte le 23 août 2023 ; la température minimale est de −20,4 °C, atteinte le 16 janvier 1985,,.
Les paramètres climatiques de la commune ont été estimés pour le milieu du siècle (2041-2070) selon différents scénarios d'émission de gaz à effet de serre à partir des nouvelles projections climatiques de référence DRIAS-2020. Ils sont consultables sur un site dédié publié par Météo-France en novembre 2022.

### Milieux naturels et biodiversité
Aucun espace naturel présentant un intérêt patrimonial n'est recensé sur la commune dans l'inventaire national du patrimoine naturel,,.

## Urbanisme

### Typologie
Au 1er janvier 2024, Fréjairolles est catégorisée commune rurale à habitat dispersé, selon la nouvelle grille communale de densité à sept niveaux définie par l'Insee en 2022.
Elle est située hors unité urbaine. Par ailleurs la commune fait partie de l'aire d'attraction d'Albi, dont elle est une commune de la couronne,. Cette aire, qui regroupe 91 communes, est catégorisée dans les aires de 50 000 à moins de 200 000 habitants,.

### Occupation des sols
L'occupation des sols de la commune, telle qu'elle ressort de la base de données européenne d’occupation biophysique des sols Corine Land Cover (CLC), est marquée par l'importance des territoires agricoles (92 % en 2018), en diminution par rapport à 1990 (95,5 %). La répartition détaillée en 2018 est la suivante : 
terres arables (49 %), zones agricoles hétérogènes (23,5 %), prairies (19,5 %), forêts (4,5 %), zones urbanisées (3,5 %). L'évolution de l’occupation des sols de la commune et de ses infrastructures peut être observée sur les différentes représentations cartographiques du territoire : la carte de Cassini (XVIIIe siècle), la carte d'état-major (1820-1866) et les cartes ou photos aériennes de l'IGN pour la période actuelle (1950 à aujourd'hui).

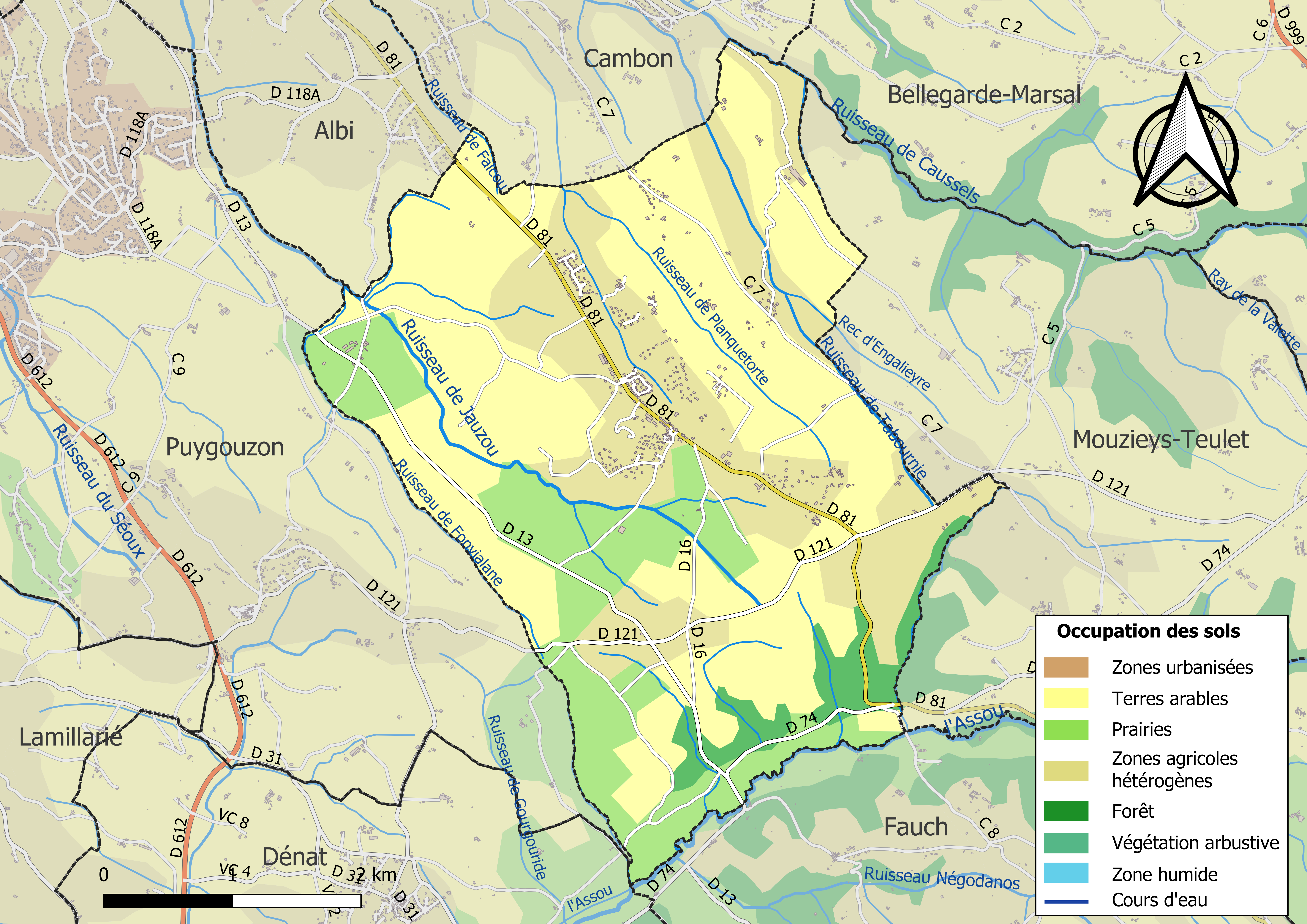
Carte des infrastructures et de l'occupation des sols de la commune en 2018 (CLC).

### Risques majeurs
Le territoire de la commune de Fréjairolles est vulnérable à différents aléas naturels : météorologiques (tempête, orage, neige, grand froid, canicule ou sécheresse), inondations, mouvements de terrains et séisme (sismicité très faible). Il est également exposé à un risque technologique,  le transport de matières dangereuses, et à un risque particulier : le risque de radon. Un site publié par le BRGM permet d'évaluer simplement et rapidement les risques d'un bien localisé soit par son adresse soit par le numéro de sa parcelle.

#### Risques naturels
Certaines parties du territoire communal sont susceptibles d’être affectées par le risque d’inondation par débordement de cours d'eau, notamment l'Assou, le ruisseau de Caussels et le ruisseau de Jauzou. La cartographie des zones inondables en ex-Midi-Pyrénées réalisée dans le cadre du XIe Contrat de plan État-région, visant à informer les citoyens et les décideurs sur le risque d’inondation, est accessible sur le site de la DREAL Occitanie. La commune a été reconnue en état de catastrophe naturelle au titre des dommages causés par les inondations et coulées de boue survenues en 1982 et 1992,.
Fréjairolles est exposée au risque de feu de forêt. En 2022, il n'existe pas de Plan de Prévention des Risques incendie de forêt (PPRif). Le débroussaillement aux abords des maisons constitue l’une des meilleures protections pour les particuliers contre le feu,.

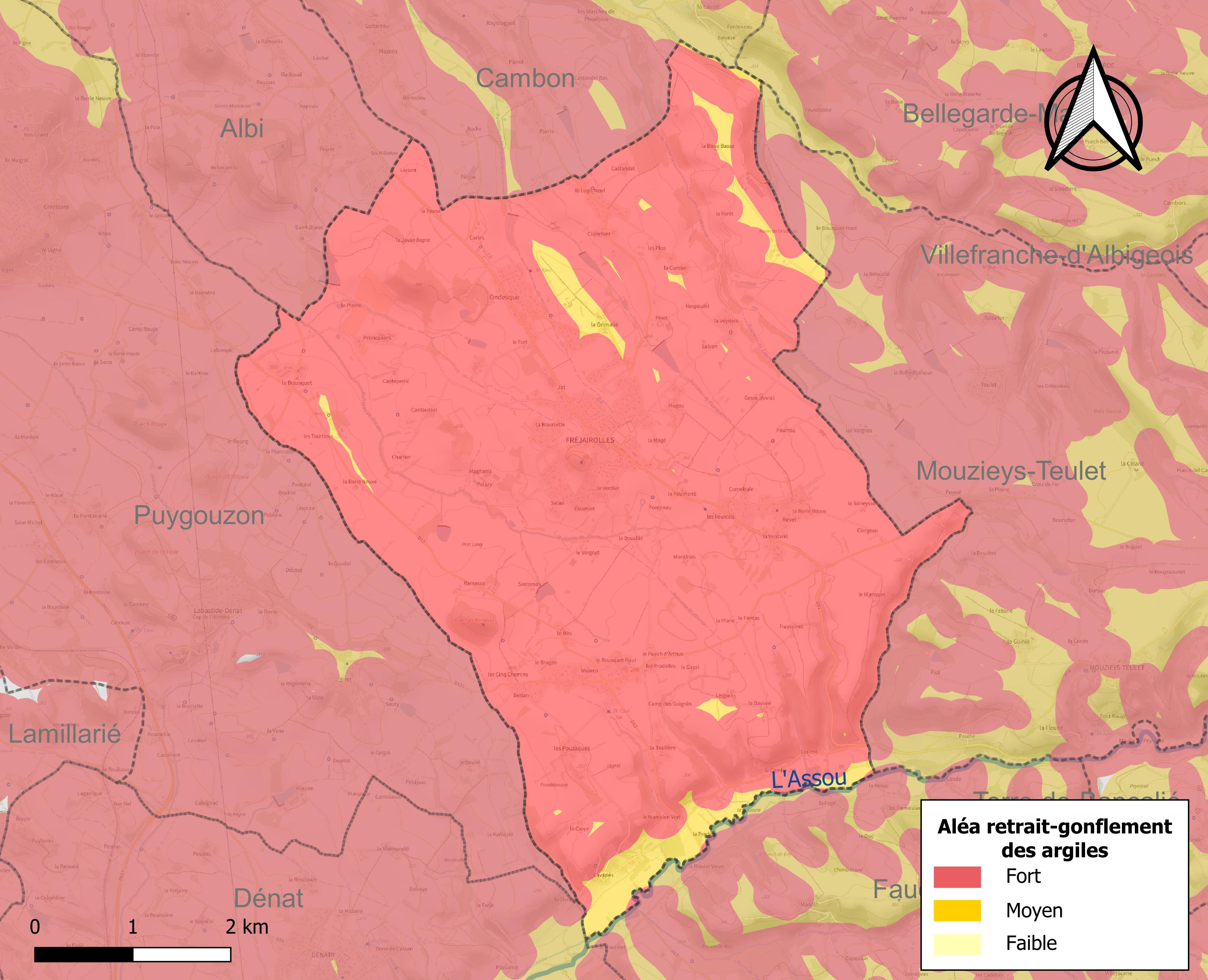
Carte des zones d'aléa retrait-gonflement des sols argileux de Fréjairolles.

La commune est vulnérable au risque de mouvements de terrains constitué principalement du retrait-gonflement des sols argileux. Cet aléa est susceptible d'engendrer des dommages importants aux bâtiments en cas d’alternance de périodes de sécheresse et de pluie. La totalité de la commune est en aléa moyen ou fort (76,3 % au niveau départemental et 48,5 % au niveau national). Sur les 542 bâtiments dénombrés sur la commune en 2019, 542 sont en aléa moyen ou fort, soit 100 %, à comparer aux 90 % au niveau départemental et 54 % au niveau national. Une cartographie de l'exposition du territoire national au retrait gonflement des sols argileux est disponible sur le site du BRGM,.
Par ailleurs, afin de mieux appréhender le risque d’affaissement de terrain, l'inventaire national des cavités souterraines permet de localiser celles situées sur la commune.

#### Risques technologiques
Le risque de transport de matières dangereuses sur la commune est lié à sa traversée par des infrastructures routières ou ferroviaires importantes ou la présence d'une canalisation de transport d'hydrocarbures. Un accident se produisant sur de telles infrastructures est susceptible d’avoir des effets graves sur les biens, les personnes ou l'environnement, selon la nature du matériau transporté. Des dispositions d’urbanisme peuvent être préconisées en conséquence.

#### Risque particulier
Dans plusieurs parties du territoire national, le radon, accumulé dans certains logements ou autres locaux, peut constituer une source significative d’exposition de la population aux rayonnements ionisants. Certaines communes du département sont concernées par le risque radon à un niveau plus ou moins élevé. Selon la classification de 2018, la commune de Fréjairolles est classée en zone 3, à savoir zone à potentiel radon significatif.

## Toponymie
Fréjairolles vient de l'occitan falguieràs, signifiant lieu couvert de fougères.
Selon Yvon Assié dans son Histoire brève de Fréjairolles publié en 1982, le nom de Fréjairolles est composé de la racine d’un mot latin, "frigor", qui signifie "fraîcheur" et du suffixe celtique "-oyallum" signifiant "fontaine" ou encore "clairière". Fréjairolles serait alors le village de la fraîche clairière ou de la fraîche fontaine en référence à un point d'eau sur la commune.

## Histoire

### Moyen Âge
Durant le Moyen Âge, sous le règne de Louis IX, Fréjairolles est un village fortifié dépendant de la baronnie de Lombers. C'est alors le baron Bernard Boissezon et sa femme Adélaïde qui gère la commune.
Au XIIIe siècle, un nouveau courant religieux se développe dans la région avec le catharisme. L’Église catholique et le pouvoir royal proclament alors une croisade contre les albigeois. Dans ce contexte, le nom de Fréjairolles apparait, pour la première fois, dans un acte officiel concernant des terres conquises par le pouvoir royal en 1212. Par conséquent, les terres passent sous l'autorité royale et en 1247 Fréjairolles et ses habitants deviennent alors des sujets du Roi de France.
Durant la guerre de cent ans, une partie de la région est pillée par des incursions anglaises mais aussi des soldats errants ou encore par des mercenaires. À cela il faut ajouter la peste noire qui gagne le midi de la France au milieu du XIVe siècle. À ce contexte difficile, il faut également mentionner les problèmes de récoltes qui appauvrissent encore un peu plus la région.
Au XVe siècle, le village fortifié représente environ 10 ares avec notamment un fossé autour du village et une tour de guet pour surveiller la région.

### Époque moderne
Au XVIe siècle, les guerres de Religion entre les catholiques et les protestants touchent la région dont la commune de Fréjairolles. En effet, différents groupes de pillards s’attaquent aux villages de l'Albigeois. Des traités de paix sont signés comme l’édit de Poitiers qui accorde le droit au culte réformé dans la région en 1577. Cependant, il n'est pas appliqué en Languedoc et catholiques et Huguenots se livrent de nombreuses batailles dans la région. Dans ce contexte troublé, Fréjairolles et ses alentours sont pillés.
Durant la deuxième partie du XVIe siècle, Fréjairolles passe sous domination protestante alors que le village est en partie en ruine. Cependant, en 1587 le village est pris par un chef de guerre du nom de Fabri pour en faire un repaire de brigands et lancer des pillages sur les localités des environs. Après le départ de Fabri, les habitants démontent les fortifications de Fréjairolles et empêchent la reconstruction de la tour de guet afin de ne pas attirer la convoitise d'autres chefs brigands.
En 1628, le nom de Fréjairolles est cité car le prince de Condé, dans son expédition contre la place forte protestante locale Réalmont, stationne près de la commune avec 6000 hommes dont 350 cavaliers. Par conséquent, pour répondre aux besoins de ces troupes, des réquisitions de foin, d'avoine pour les chevaux, de nourriture et du vin pour les soldats appauvrissent les Fréjairollais et les Fréjairollaises.
Au début du XVIIe siècle, Fréjairolles est constitué de quelques maisons ainsi que d'un rempart entourant le village. Les restes de la tour de guet abritent le presbytère et le clocher.
Durant la période d'Ancien Régime, en 1671, Fréjairolles est géré et administré par un consulat, c'est-à-dire une organisation municipale dirigée par 3 consuls. Ce consulat est alors la possession du roi de France. Cependant, les terres de la commune sont partagées entre plusieurs seigneuries dont la seigneurie de Rayssac.
À la fin du XVIIe et au XVIIIe siècle, le contexte politique de monarchie absolue, de religion catholique comme religion d’État ainsi que celui d'une société très hiérarchisée entre les trois ordres avec ses devoirs et privilèges a une influence importante sur le village de Fréjairolles. En effet, les habitants sont soumis à de nombreuses taxes auprès du clergé, du roi et encore des seigneurs locaux avec notamment le droit d’albergue, le droit de fouage, le droit de censive, le droit de tasque ou encore le droit du four banal.

### Époque contemporaine
Durant la période révolutionnaire à la fin du XVIIIe siècle, des tensions éclatent entre nobles, membres du clergé et révolutionnaires. En mai 1789 dans le contexte de rédaction des cahiers de doléances, les habitants de Fréjairolles se plaignent de « la levée des soldats provinciaux » (privant ainsi les cultivateurs locaux de main d’œuvre) des impositions trop fortes mais ils demandent également de l'aide face au problème d’infertilité des terres autour du village.
En août 1789, les droits et les privilèges seigneuriaux sont abolis et les maires et les consuls remplacent alors les consuls pour l'administration du village. C'est un dénommé Martin (ancien seigneur) qui devient le premier maire de la commune. C'est durant cette période révolutionnaire que les contours de la commune de Fréjairolles se précisent.
Au XIXe siècle, Fréjairolles reste relativement exclus des transformations liées à la révolution industrielle. Durant ce siècle, l’Église catholique regagne de l'influence dans la gérance de la commune. En effet, l'abbé Mauriès, responsable de la paroisse de 1820 à 1867, se lance dans une campagne de construction dans le village. En 1824, il construit un presbytère sur l'emplacement de la mairie actuelle puis fait, en 1837, reconstruire l'église qui avait été laissée à l'abandon. L'église, qui est encore debout aujourd'hui, a été agrandie, améliorée tout au long du siècle par des dons importants avec notamment la construction de chapelles supplémentaires en 1870 et 1886.
Dans le contexte des lois Jules Ferry à la fin du XIXe siècle, le conseil municipal décide de construire une nouvelle école afin de remplacer la vieille école qui était adossée près de l'église. On retrouve alors des traces et des plans de cette nouvelle école respectivement en 1884 et 1887 : il s'agit de deux écoles de filles et de garçons, avec des logements pour les instituteurs, encadrant la nouvelle mairie. Cette fin du XIXe siècle est marquée par une augmentation significative de la population avec 816 habitants en 1881.
Au début du XXe siècle, le village est composé de deux parties : une partie plus ancienne autour de l'église et une autre partie le long de la route d'Albi. Cette physionomie reste telle quelle jusqu'en 1968 où un incendie ravage des habitations et les étables et écuries des habitants de la partie ancienne du village.
La Première Guerre mondiale, pour laquelle de nombreux jeunes hommes sont réquisitionnés, cause la perte de 27 Fréjairollais sur le front.
Durant la Deuxième Guerre mondiale, des réfugiés sont cachés dans le village et le secrétaire de mairie ainsi que l'instituteur du village Labit produisent de faux certificats afin de protéger une famille juive de réfugiés.
Dans les années 1950, le village est assez dynamique avec notamment la présence de commerces comme son boulanger, ses deux épiceries, ses deux forgerons, son menuisier, son charron, son laitier, son café, ses 2 écoles, sa mairie et enfin son église. Cette dernière a par ailleurs été repeinte en 1930 par un peintre régional René Gaillard Lala.
La deuxième partie du XXe siècle est marquée par la mécanisation de l’agriculture et l'arrivée de l'eau courant sur la commune grâce au barrage de Razisse. Le village connait alors une grande mutation avec la démocratisation de l'accès aux automobiles, la création de nouveaux lotissements et l'arrivée de nouveaux habitants dans le village.
Dans les années 1980 et 1990, le village s'urbanise et en 2003 Fréjairolles rejoint la communauté d'agglomération de l'Albigeois.
En 2012 est inaugurée une zone commerciale avec de nouveaux commerces de proximité tels qu'une station de lavage, un salon d'esthétique un bar brasserie et une boucherie charcuterie.

## Politique et administration

### Liste des maires
| Période                                  | Période   | Identité             | Étiquette | Qualité                                  |
| ---------------------------------------- | --------- | -------------------- | --------- | ---------------------------------------- |
| mars 2001                                | mars 2014 | Christian Chamayou   | DVG       |                                          |
| mars 2014                                | mai 2020  | Marie-Claire Malroux | DVG       | Vice-présidente du conseil départemental |
| mai 2020                                 | En cours  | Jérôme Casimir       |           |                                          |
| Les données manquantes sont à compléter. |           |                      |           |                                          |

## Démographie
| 1793 | 1800 | 1806 | 1821 | 1831 | 1836 | 1841 | 1846 | 1851 |
| ---- | ---- | ---- | ---- | ---- | ---- | ---- | ---- | ---- |
| 480  | 424  | 630  | 542  | 642  | 708  | 737  | 756  | 750  |

| 1856 | 1861 | 1866 | 1872 | 1876 | 1881 | 1886 | 1891 | 1896 |
| ---- | ---- | ---- | ---- | ---- | ---- | ---- | ---- | ---- |
| 754  | 753  | 808  | 805  | 792  | 816  | 806  | 792  | 760  |

| 1901 | 1906 | 1911 | 1921 | 1926 | 1931 | 1936 | 1946 | 1954 |
| ---- | ---- | ---- | ---- | ---- | ---- | ---- | ---- | ---- |
| 731  | 720  | 690  | 638  | 667  | 618  | 580  | 587  | 577  |

| 1962 | 1968 | 1975 | 1982 | 1990 | 1999 | 2004  | 2006  | 2009  |
| ---- | ---- | ---- | ---- | ---- | ---- | ----- | ----- | ----- |
| 551  | 563  | 637  | 833  | 840  | 977  | 1 114 | 1 190 | 1 311 |

| 2014  | 2019  | 2022  | - | - | - | - | - | - |
| ----- | ----- | ----- | - | - | - | - | - | - |
| 1 315 | 1 328 | 1 313 | - | - | - | - | - | - |

## Économie

### Revenus
En 2018, la commune compte 540 ménages fiscaux, regroupant 1 358 personnes. La médiane du revenu disponible par unité de consommation est de 23 690 € (20 400 € dans le département).

### Emploi
|                | 2008  | 2013  | 2018  |
| -------------- | ----- | ----- | ----- |
| Commune        | 4,3 % | 5,4 % | 5,5 % |
| Département    | 8,2 % | 9,9 % | 10 %  |
| France entière | 8,3 % | 10 %  | 10 %  |

En 2018, la population âgée de 15 à 64 ans s'élève à 842 personnes, parmi lesquelles on compte 81,3 % d'actifs (75,8 % ayant un emploi et 5,5 % de chômeurs) et 18,7 % d'inactifs,. Depuis 2008, le taux de chômage communal (au sens du recensement) des 15-64 ans est inférieur à celui de la France et du département.
La commune fait partie de la couronne de l'aire d'attraction d'Albi, du fait qu'au moins 15 % des actifs travaillent dans le pôle,. Elle compte 139 emplois en 2018, contre 175 en 2013 et 149 en 2008. Le nombre d'actifs ayant un emploi résidant dans la commune est de 641, soit un indicateur de concentration d'emploi de 21,7 % et un taux d'activité parmi les 15 ans ou plus de 61,9 %.
Sur ces 641 actifs de 15 ans ou plus ayant un emploi, 70 travaillent dans la commune, soit 11 % des habitants. Pour se rendre au travail, 95,5 % des habitants utilisent un véhicule personnel ou de fonction à quatre roues, 0,6 % les transports en commun, 1,2 % s'y rendent en deux-roues, à vélo ou à pied et 2,6 % n'ont pas besoin de transport (travail au domicile).

### Activités hors agriculture

#### Secteurs d'activités
78 établissements sont implantés  à Fréjairolles au 31 décembre 2019. Le tableau ci-dessous en détaille le nombre par secteur d'activité et compare les ratios avec ceux du département,.
| Secteur d'activité                                                                                        | Commune | Commune | Département |
| Secteur d'activité                                                                                        | Nombre  | %       | %           |
| --- | ------- | ------- | ----------- |
| Ensemble                                                                                                  | 78      | 100 %   | (100 %)     |
| Industrie manufacturière, industries extractives et autres                                                | 14      | 17,9 %  | (13 %)      |
| Construction                                                                                              | 17      | 21,8 %  | (12,5 %)    |
| Commerce de gros et de détail, transports, hébergement et restauration                                    | 13      | 16,7 %  | (26,7 %)    |
| Information et communication                                                                              | 1       | 1,3 %   | (2,1 %)     |
| Activités financières et d'assurance                                                                      | 4       | 5,1 %   | (3,3 %)     |
| Activités immobilières                                                                                    | 5       | 6,4 %   | (4,2 %)     |
| Activités spécialisées, scientifiques et techniques et activités de services administratifs et de soutien | 9       | 11,5 %  | (13,8 %)    |
| Administration publique, enseignement, santé humaine et action sociale                                    | 8       | 10,3 %  | (15,5 %)    |
| Autres activités de services                                                                              | 7       | 9 %     | (9 %)       |

Le secteur de la construction est prépondérant sur la commune puisqu'il représente 21,8 % du nombre total d'établissements de la commune (17 sur les 78 entreprises implantées  à Fréjairolles), contre 12,5 % au niveau départemental.

#### Entreprises et commerces
Les deux entreprises ayant leur siège social sur le territoire communal qui génèrent le plus de chiffre d'affaires en 2020 sont : 
- HMCL, activités des sociétés holding (93 k€) ;
- Sacyloyo Participations, activités des sociétés holding (0 k€).

### Agriculture
La commune est dans la « plaine de l'Albigeois et du Castrais », une petite région agricole occupant le centre du département du Tarn. En 2020, l'orientation technico-économique de l'agriculture  sur la commune est l'élevage bovin, orientation mixte lait et viande.
|               | 1988  | 2000  | 2010  | 2020  |
| ------------- | ----- | ----- | ----- | ----- |
| Exploitations | 56    | 32    | 25    | 20    |
| SAU (ha)      | 1 480 | 1 387 | 1 279 | 1 312 |

Le nombre d'exploitations agricoles en activité et ayant leur siège dans la commune est passé de 56 lors du recensement agricole de 1988  à 32 en 2000 puis à 25 en 2010 et enfin à 20 en 2020, soit une baisse de 64 % en 32 ans. Le même mouvement est observé à l'échelle du département qui a perdu pendant cette période 58 % de ses exploitations,. La surface agricole utilisée sur la commune a également diminué, passant de 1480 ha en 1988 à 1312 ha en 2020. Parallèlement la surface agricole utilisée moyenne par exploitation a augmenté, passant de 26 à 66 ha.

## Culture locale et patrimoine

### Lieux et monuments

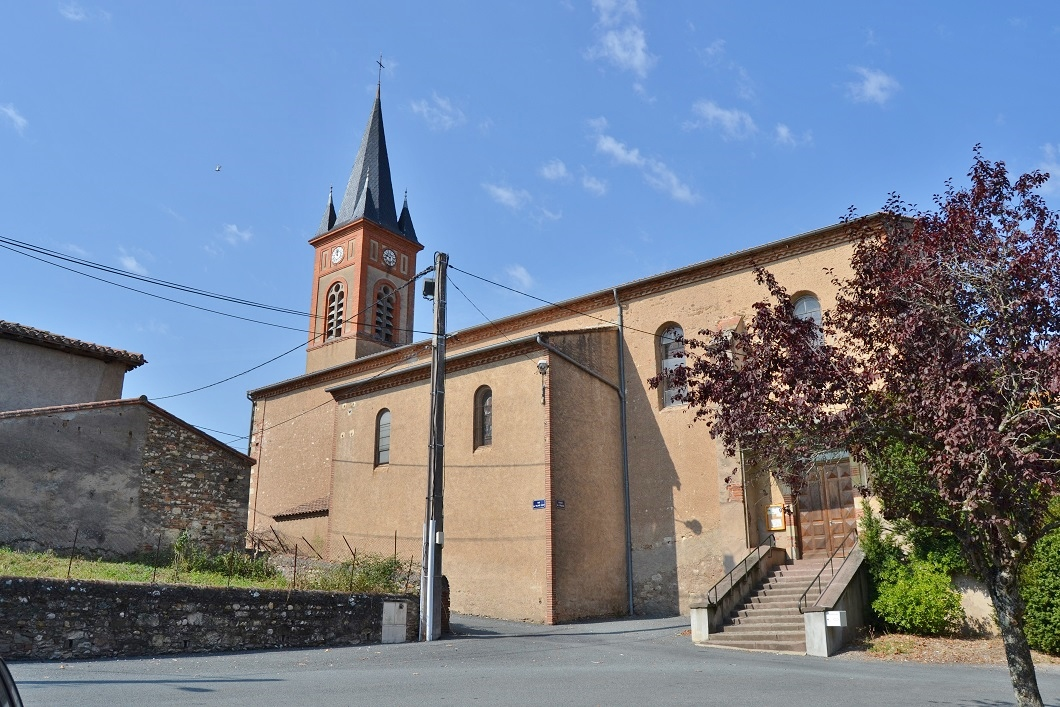
Église Sainte-Cécile de Fréjairolles.

- Église paroissiale Sainte-Cécile de Fréjairolles.

### Personnalités liées à la commune
- Pierre Mondy (acteur). Un patronyme porté par plus de 300 foyers français, très majoritairement originaires du Tarn, où la famille paternelle de l’acteur plonge ses racines aux environs d’Albi.

Son père, directeur d’un école privée, était natif de Mouzieys-Teulet (Tarn) et issu de vieilles lignées locales (Raffel, Vincens, Rabaudy, Mauran, Sirven… de Lombers, Orban, Albi) ; celle des Cuq étant quant à elle originaire de Fréjairolles (Tarn), où les ancêtres étaient cultivateurs et cardeurs de laine et où l’on peut remonter à Barthélemy Cuq, six fois arrière-grand-père de Pierre, né vers 1630 et époux de Magdeleine Pascal. Un patronyme classique en Languedoc, issu d’un toponyme désignant un sommet, une colline (comme la célèbre commune de Montcuq, dans le Lot) et dénommant deux communes du Tarn (Cuq-lès-Vielmur et Cuq-Toulza). Mais un patronyme lourd à porter, surtout pour qui veut avoir une vie publique, ce qui avait poussé l’acteur à prendre rapidement un pseudonyme, avec Mondy, nom de jeune fille de sa grand-mère maternelle, la Corrézienne Antoinette Léonie Delteral, née Mondy, fille d’un cordonnier de Voutezac et mariée avec un boulanger de Varetz. Une lignée connue à Voutezac depuis le XVIIIe siècle, alliée aux Delteral, Ravel, Bosredon, Fraysseix, Jay…